# Colonna (Itàlia)
Colonna és un comune (municipi) de la ciutat metropolitana de Roma, a la regió italiana del Laci, situat a uns 20 km al sud-est de Roma. L'1 de gener de 2018 tenia 4.312 habitants.
Colonna limita amb els següents municipis: Monte Compatri, Roma, San Cesareo, Zagarolo i Monte Porzio Catone.

## Història

### Època antiga
Es creu que el territori de Colonna incloïa l'antiga comunitat de Labicum, situada a la zona de l'actual municipi de Monte Compatri. Labicum va ser conquerida el 418 aC pels romans sota el dictador Quint Servili Prisc. Els lavicans van fundar llavors Labicum Quintanas a prop de la Torre de la Pasolina, prop de Colonna. El lloc s'anomenà Ad Quintanas, una estació a la Via Labicana, entre Roma i Ad Bivium.

### Edat mitjana
El Labicum Quintanas es va convertir en una seu episcopal al segle iv. La zona habitada va començar a decaure i va desaparèixer amb la guerra gòtica (535-554).
Colonna és esmentada per primera vegada el 1047, en una escriptura d'Enric III, emperador romà, convidat al castell, quan es va aturar allà durant la seva marxa amb el seu exèrcit cap a Nàpols al llarg de la Via Casilina. Havia pres el seu nom d'una columna de l'antic Labicum Quintanense.
El 1101, Pere, fill de Gregori III, comte de Tusculum, va rebre com a herència el territori i el castell de Colonna, Monte Porzio Catone, Monte Compatri i altres possessions circumdants. Pere va ser el fundador de la família Colonna, que va prendre el nom d'aquesta propietat.
El 1298 el Papa Bonifaci VIII va ordenar la destrucció de Colonna i el seu castell com a càstig contra la família Colonna. Amb l'arribada del Papa Climent V (1305), la família Colonna va reprendre el feu amb tots els seus territoris.

### Edat moderna
El 1662, la família Colonna va vendre el "Castrum Columnae" al cardenal Ludovico Ludovisi. El 1710 la família Ludovisi la va vendre a la família Rospigliosi-Pallavicini.
El Rospigliosi-Pallavicini va mantenir el domini feudal a Colonna fins al 5 de juny de 1848. El 1849 es va constituir el comune de Colonna.

## Llocs d'interès
El Palau Baronial (italià: Palazzo Baronale) va ser construït per la família Colonna al segle xvi, en el lloc del castrum romà, a la part més alta del turó. La façana principal té un portal de carreus, mentre que el front oposat té un doble ordre de cinc arcades. El costat sud-oest es va modificar quan l'església dedicada a Sant Nicolau va ser erigida al segle xviii per la família Pallavicini.

## Cultura
El primer diumenge de juliol se celebra el "Palio dels burros" (en italià: Palio degli Asini). Els set districtes de la ciutat competeixen en una cursa de burros, amb els participants amb vestits medievals.

## Ciutats agermanades
- La Planche, França